# Бузникин, Максим Евгеньевич
Макси́м Евге́ньевич Бузни́кин (род. 1 марта 1977, Краснодар) — российский футболист, нападающий. Выступал за сборную России. В настоящее время руководитель селекционной службы ФК Краснодар 
С 2012 года — менеджер по селекционной работе, а с 2014 года — руководитель селекционной службы футбольного клуба «Краснодар».

## Карьера

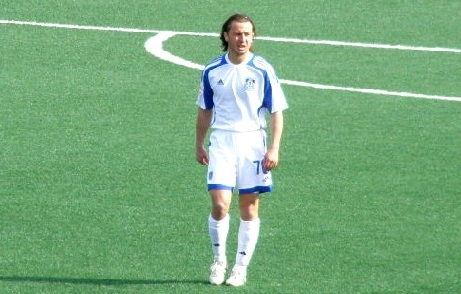
Максим Бузникин в составе «Шинника».

Максим Бузникин родился в Краснодаре в 1977 году. Футболом стал заниматься в краснодарской СДЮСШОР-5. Первым тренером был его отец — Евгений.
Профессиональную карьеру начал в крупнейшем краснодарском клубе — «Кубань». Позже перешёл в московский «Спартак», где при Георгии Ярцеве стал игроком основного состава. Позже, после второго прихода Олега Романцева в качестве тренера «Спартака», также был игроком основы, но в 1999 году потерял игровую практику.
В чемпионатах России забивал голы в составе пяти различных клубов («Лада» (1996) — 2, «Спартак» (Москва, 1997—2000) — 18, «Сатурн» (1999, 2000) — 5, «Локомотив» М (2001—2005) — 12, «Ротор» — 2004 год, «Ростов» (2005, 2006) — 9). В составе московского «Локомотива» играл в Лиге чемпионов, забил 4 гола.
Занимает второе место после Дмитрия Кириченко по голам после выхода на замену в истории чемпионатов России (18 голов в 99 матчах).

## Достижения
- Чемпион России (6): 1997, 1998, 1999, 2000 (Спартак), 2002, 2004 (Локомотив),
- Обладатель Кубка России (2): 1998 (Спартак), 2001 (Локомотив)
- Обладатель СуперКубка 2003 (Локомотив). Первый розыгрыш Суперкубка

## Личная жизнь
Женат с 2014 на Наталии Бузникиной.  Воспитывает двух дочерей Анастасию и Елизавету. От первого брака есть сын Филипп.
Брат Евгений — также в прошлом футболист.